# Hera Farnese
A Hera Farnese é um tipo de estatua de Hera e o seu principal exemplar é uma cópia romana em mármore do século I de um original grego do século V a.C.. Com 63 centímetros de altura, a cabeça é parte de uma grande estátua acrólita, e mostra a deusa com uma parte central e usando diadema. Atualmente está no Museu Arqueológico Nacional de Nápoles.
Como parte da coleção Farnese foi trazida para Nápoles em 1844 pelo arqueólogo alemão Heinrich von Brunn. 